# داريل كلير
داريل كلير (بالإنجليزية: Daryl Clare)‏ (1 أغسطس 1978 بجيرزي - ) هو لاعب كرة قدم بريطاني في مركز الهجوم. شارك مع منتخب جمهورية أيرلندا تحت 21 سنة لكرة القدم وRepublic of Ireland national football B team ‏. أما مع النوادي، فقد لعب مع روشدين ودايموندز وغريمسبي تاون وكامبريدج يونايتد ونادي بيرتن ألبيون ونادي كرولي تاون ونادي نورثامبتون تاون ونادي تشستر سيتي ونادي غاينسبورو ترينيتي وAlfreton Town F.C. ‏ ونادي غيتزهد ونادي مانسفيلد تاون ونادي تشيلتنهام تاون لكرة القدم ونادي بوسطن تاون ‏ وLouth Town F.C. ‏ ونادي بوسطن يونايتد.

## وصلات خارجية
- داريل كلير على موقع قاعدة بيانات كرة القدم.إي يو (الإنجليزية)
- داريل كلير على موقع Soccerbase.com (لاعب) (الإنجليزية)